# Don't Go Breaking My Heart 2
Série
Don't Go Breaking My Heart
(2011)
Pour plus de détails, voir Fiche technique et Distribution.
Don't Go Breaking My Heart 2 (en chinois : 單身男女2, Daan san nam nui 2) est une comédie romantique hongkongaise de 2014, suite du film Don't Go Breaking My Heart de 2011, réalisée par Johnnie To.

## Fiche technique
- Titre : Don't Go Breaking My Heart 2
- Titre : 單身男女2 (Daan san nam nui 2)
- Réalisation : Johnnie To
- Scénario : Ryker Chan, Wai Ka-fai et Yu Xi
- Musique : Hal Beckett
- Photographie : To Hung-mo
- Montage : Allen Leung et David M. Richardson
- Production : Johnnie To, Wai Ka-fai, Zhao Fang et Zhao Zhijiang
- Société de production : Hairun Movies & TV Group, Media Asia Films, Milky Way Image Company et Wanda Media
- Pays :  Hong Kong et  Chine
- Genre : Comédie romantique
- Durée : 113 minutes
- Dates de sortie : 
  - Chine : 11 novembre 2014
  - Hong Kong : 13 novembre 2014

## Distribution
- Louis Koo : Sean Cheung
- Daniel Wu : Kevin Fang
- Gao Yuanyuan : Chen Zixin
- Vic Chou : Paul Chen
- Miriam Yeung : : Yan Yang-yang
- Lam Suet : John
- Yan Jingyao : la mère de Zixin